# 維利尼亞爾
47°45′39″N 31°26′14″E / 47.76083°N 31.43722°E
維利尼亞爾（烏克蘭語：Вільний Яр），是烏克蘭的村落，位於該國南部尼古拉耶夫州，由沃茲涅先斯克區負責管轄，面積0.28平方公里，海拔高度83米，2001年人口33，人口密度每平方公里117.9人。